# 高橋真悠
高橋 真悠（たかはし まゆ、1994年12月8日 - ）は、日本の女優。宮城県出身。無名塾30期生（2020年退塾）、YagiRock所属。

## 略歴
- 小学6年生から中学3年生まで地元・宮城県のアイドルグループSPLASHで活動する一方、2008年には映画『西の魔女が死んだ』で主演を務めた。
- 2015年無名塾に入塾。（2020年に退塾）。無名塾の舞台公演を中心に活動を続けながら、2018年には小中和哉監督作品『VAMP』で主演を務める。
- 2020年、YagiRockに入籍[1]。また同時期に公式Instagramを開設した[2]。

## 人物
- 特技は歌で、趣味は映画鑑賞。
- 『西の魔女が死んだ』の撮影時には役柄の状況に近づけるために親との連絡を絶っていたという[3]。

## 出演

### テレビドラマ
- 三屋清左衛門残日録 陽のあたる道 (2021年、時代劇専門チャンネル）
- ママはバーテンダー～今宵も踊ろう～ 第7話「浮気から始まった関係」（2023年、BS-TBS）[4]

### 映画
- 西の魔女が死んだ (2008年）- まい 役（主演）
- 恵庭事件 (2017年）
- VAMP (2018年） - 美以那 役（主演）
- 3.10 (2021年）
- 名医死す〜感染症と闘った藤野昌言物語〜（2021年） - 浅 役
- 星空のむこうの国 (2021年） - 松戸瞳 役
- 仕掛人・藤枝梅安 第二作（2023年4月7日、イオンエンターテイメント） - おひろ 役

### 舞台
無名塾公演
- 「赤い自転車」（2016年）
- 「かもめ」（2017年）（2018年再演）
- 「肝っ玉おっ母と子供たち」（2017年）
- 「野鴨」（2019年）
- 「タルチョフ」（2019年）

外部公演
- 「踊るように泳ぐあなたと」（2022年、aotoka）
- 「夏を歩く」（2022年、エムズクルー）[5]
- 「wide」（2023年、山田・高橋企画）[6]

### CM・広告
- 塩竃コーヒー　（2021年）
- GSTV（ジュエリーモデル）（2021年）
- JR東日本　のってたのしい列車「ひなび（陽旅）篇」（2023年）